# Publi Licini Cras (cònsol 97 aC)
Publi Licini Cras (en llatí: Publius Licinius M. f. P. n. Crassus) va ser un magistrat romà dels segles II i I aC. Pertanya a la gens Licínia i a la família dels Licini Cras, i era fill de Marc Licini Cras Agelast i pare del triumvir Marc Licini Cras. Va ser cònsol l'any 97 aC.
Com a magistrat, probablement edil curul, va proposar la Llei Licínia, esmentada per Aulus Gel·li, que prohibia la despesa excessiva i la golafreria en els banquets. No es coneix la data exacta d'aquesta llei, però ja l'esmenta el poeta Gai Lucili el 97 aC, any en què Cras era cònsol, i probablement cal datar-la cap al 99 aC o poc abans. La llei va tenir el suport del senat romà, que va emetre un decret perquè entràs en vigor immediatament, fins i tot abans de ser aprovada pel poble. Malgrat tot, la llei va ser derogada a proposta de Duroni el 98 aC. Durant el seu període d'edil també va proposar una llei per limitar l'extravagància dels jocs i espectacles públics que havien esdevingut massa grans i prevenir la prodigalitat.
Durant el seu consolat (97 aC) es va emetre un decret que prohibia explícitament els sacrificis humans. El 96 aC va anar a la seva destinació com a governador, la província d'Hispània Ulterior, on va restar alguns anys i va tornar a Roma l'any 93 aC, on va ser honrat amb un triomf per les seves victòries sobre els lusitans.
Durant la guerra social, el 90 aC va ser legat de Luci Juli Cèsar, que l'any 89 aC va ser el seu col·lega com a censor, i va inscriure noves tribus de llatins i itàlics que havien estat recompensats amb la ciutadania romana per la seva fidelitat a la República.
A la guerra civil que va seguir una mica després, va prendre partit per Sul·la i els aristòcrates. Quan Gai Màrius i Luci Corneli Cinna van prendre el poder a Roma, es va apunyalar a fi d'escapar d'una mort potser més ignominiosa.